# 2006年冬季残疾人奥林匹克运动会挪威代表团
2006年冬季残疾人奥林匹克运动会挪威代表团是挪威派出的2006年冬季残疾人奥林匹克运动会代表团。获得1枚金牌、1枚银牌和3枚铜牌。